# Ioesse sanguinolenta
Ioesse sanguinolenta là một loài bọ cánh cứng trong họ Cerambycidae.